# Tage Aurell
Tage Aurell (* 2. März 1895 in Oslo; † 21. Februar 1976 in Mangskog, Gemeinde Arvika) war ein schwedischer Schriftsteller, Drehbuchautor, Journalist und Übersetzer.

## Leben
Aurell schrieb u. a. Erzählungen und Romane. Nach Aufenthalten in Frankreich und Deutschland übersetzte er u. a. Werke von Franz Kafka, Stendhal sowie Georg Büchners Woyzeck ins Schwedische. Er war ab 1926 mit der Schriftstellerin Kathrine Aurell verheiratet.

## Werke
| - Tybergs gård 1932 - Till och från Högåsen 1934 - Martina 1937 - Skillingtryck 1943 - Tre berättelser 1943 - Smärre berättelser 1946 - Nya berättelser 1949 - Arthur Rimbaud - Bilderbok 1950 - Pingstbrud och andra berättelser 1952 | - Liten fransk stad 1954 - Victor 1955 - Berättelser 1960 - Vägar och möten 1960 - Noveller 1967 - Samtal önskas med sovvagnskonduktören 1969 - Fransk bilderbok - Nils Collet Vogt - Grindstolpe 1999 |

### Drehbücher
- Nils Holgerssons wunderbare Reise 1962
- Ett dockhem 1956
- Giftas 1955

## Preise und Auszeichnungen
- Literaturpreis der Zeitung Svenska Dagbladet 1946
- Literaturpreis der Zeitung Tidningen VI 1947
- Sixten-Heyman-Preis 1950
- Großer Preis der Neun 1953
- Großer Preis der Literaturförderung 1959
- Doblougpreis 1966